# Thần phả
Xem thêm: Thần, Thánh
Thần phả, Thần tích, Thánh tích, Thánh phả là những tư liệu ghi lại sự tích, lịch sử, hành trạng các nhân vật lịch sử địa phương, vùng miền với những giai thoại, chuyện kể, lời đồn có liên quan đến họ qua những hình ảnh, hành vi đã được mọi người truyền tụng mang tính cách siêu nhiên, thần bí, tô điểm cho sự siêu phàm của nhân vật được nhắc tới.
Thần phả được coi là truyền thuyết dân gian về các thần và Thành hoàng được thờ ở đình (nơi hội họp ở nông thôn), miếu, từ (nơi thờ cúng tổ tiên của dòng họ). Trong đó không chỉ viết về thần của một làng mà còn viết nhiều về thần và các vị anh hùng có công với đất nước của cả một huyện. 
Thánh phả được coi là truyền thuyết dân gian về các thánh và được thờ ở đền và nhà thờ. 

## Nơi đặt
Thần phả, thần tích hoặc thánh phả được đặt tại đình, miếu hoặc đền thờ của các vị thành hoàng làng tại các làng xã để truyền tụng lại cho dân làng nhiều đời khác nhau hiểu biết về nguồn gốc, lịch sử và các câu chuyện của những vị thần mà học tôn thờ.

## Hình thức
Hình thức ban đầu của các bản thần phả, thần tích và thánh phả hầu như được lưu dưới dạng viết lên các bản giấy, vải hoặc trên gỗ. Do các bản viết đó khó bảo quản và giữ được lâu dài theo thời gian và chỉ được đem ra đọc tại các ngày lễ hội quan trọng nên về sau đó nhiều làng đã làm thêm các bảng khắc trên bia đá và đặt tại vị trí thuận lợi để mọi người đều có thể đọc được.

## Phân biệt
Thần phả hoặc thần tích hoặc thánh phả có những đặc điểm giống nhau, đều là tư liệu ghi lại sự tích, lịch sử của các nhân vật được tôn thờ tại làng, xã nhưng thần phả được viết về các nhân vật có thật trong lịch sử và những câu chuyện ghi về những nhân vật này và ít mang tình huyền bí, siêu nhiên hơn so với thần tích hoặc thánh phả'. Từ thánh phả ít được sử dụng hơn cả và được dùng đặc biệt khi viết về các vị thánh.

## Hữu dụng
Nhờ có thần phả, thần tích hoặc thánh phả mà chúng ta có được nhiều tư liệu về lịch sử quý giá khi nghiên cứu về những nhân vật ít được nhắc tới trong các sử liệu.